# آنا مارس
آنا مارس (بالإنجليزية: Anna Meares) مواليد 21 سبتمبر 1983 في كوينزلاند، هي درّاجة أسترالية في صنف سباق الدراجات على المضمار. شاركت في دورة الألعاب الأولمبية الصيفية وفازت بميدالية أولمبية. حققت أيضا ميدالية في دورة ألعاب الكومنولث.

## الميداليات
| منافس من أستراليا                 | منافس من أستراليا                      | منافس من أستراليا         | منافس من أستراليا         |
| سباق الدراجات على المضمار         | سباق الدراجات على المضمار              | سباق الدراجات على المضمار | سباق الدراجات على المضمار |
| ألعاب أولمبية                     | ألعاب أولمبية                          | ألعاب أولمبية             |                           |
| --------------------------------- | -------------------------------------- | ------------------------- | ------------------------- |
| ذهبية                             | سباق الدرجات الهوائية في أولمبياد 2004 | سباق 500 متر ضد الساعة    |                           |
| ذهبية                             | الألعاب الأولمبية الصيفية 2012         | السرعة الفردية            |                           |
| فضية                              | الألعاب الأولمبية الصيفية 2008         | السرعة الفردية            |                           |
| برونزية                           | الألعاب الأولمبية الصيفية 2004         | السرعة الفردية            |                           |
| برونزية                           | الألعاب الأولمبية الصيفية 2012         | السرعة الفردية للفرق      |                           |
| دورة ألعاب الكومنولث              |                                        |                           |                           |
| ذهبية                             | دورة ألعاب الكومنولث 2006              | سباق 500 متر ضد الساعة    |                           |
| ذهبية                             | دورة ألعاب الكومنولث 2010              | سباق 500 متر ضد الساعة    |                           |
| ذهبية                             | دورة ألعاب الكومنولث 2010              | السرعة الفردية            |                           |
| ذهبية                             | دورة ألعاب الكومنولث 2010              | السرعة الفردية للفرق      |                           |
| ذهبية                             | دورة ألعاب الكومنولث 2014              | سباق 500 متر ضد الساعة    |                           |
| فضية                              | دورة ألعاب الكومنولث 2006              | السرعة الفردية            |                           |
| فضية                              | دورة ألعاب الكومنولث 2014              | السرعة الفردية            |                           |
| برونزية                           | دورة ألعاب الكومنولث 2002              | السرعة الفردية            |                           |
| بطولة العالم للدراجات على المضمار |                                        |                           |                           |
| ذهبية                             | بطولة العالم للدراجات على المضمار 2007 | سباق 500 متر ضد الساعة    |                           |
| ذهبية                             | بطولة العالم للدراجات على المضمار 2007 | سباق 500 متر ضد الساعة    |                           |
| ذهبية                             | بطولة العالم للدراجات على المضمار 2009 | السرعة الفردية للفرق      |                           |
| ذهبية                             | بطولة العالم للدراجات على المضمار 2010 | سباق 500 متر ضد الساعة    |                           |
| ذهبية                             | بطولة العالم للدراجات على المضمار 2010 | السرعة الفردية للفرق      |                           |
| ذهبية                             | بطولة العالم للدراجات على المضمار 2011 | السرعة الفردية للفرق      |                           |
| ذهبية                             | بطولة العالم للدراجات على المضمار 2011 | السرعة الفردية            |                           |
| ذهبية                             | بطولة العالم للدراجات على المضمار 2011 | سباق الكيرين              |                           |
| ذهبية                             | بطولة العالم للدراجات على المضمار 2012 | سباق الكيرين              |                           |
| ذهبية                             | بطولة العالم للدراجات على المضمار 2012 | سباق 500 متر ضد الساعة    |                           |
| ذهبية                             | بطولة العالم للدراجات على المضمار 2015 | سباق الكيرين              |                           |
| فضية                              | بطولة العالم للدراجات على المضمار 2003 | سباق الكيرين              |                           |
| فضية                              | بطولة العالم للدراجات على المضمار 2004 | السرعة الفردية            |                           |
| فضية                              | بطولة العالم للدراجات على المضمار 2005 | سباق 500 متر ضد الساعة    |                           |
| فضية                              | بطولة العالم للدراجات على المضمار 2009 | سباق 500 متر ضد الساعة    |                           |
| فضية                              | بطولة العالم للدراجات على المضمار 2012 | السرعة الفردية للفرق      |                           |
| فضية                              | بطولة العالم للدراجات على المضمار 2014 | سباق 500 متر ضد الساعة    |                           |
| فضية                              | بطولة العالم للدراجات على المضمار 2014 | سباق الكيرين              |                           |
| فضية                              | بطولة العالم للدراجات على المضمار 2015 | سباق 500 متر ضد الساعة    |                           |
| برونزية                           | بطولة العالم للدراجات على المضمار 2005 | السرعة الفردية            |                           |
| برونزية                           | بطولة العالم للدراجات على المضمار 2007 | السرعة الفردية            |                           |
| برونزية                           | بطولة العالم للدراجات على المضمار 2007 | السرعة الفردية للفرق      |                           |
| برونزية                           | بطولة العالم للدراجات على المضمار 2007 | سباق الكيرين              |                           |
| برونزية                           | بطولة العالم للدراجات على المضمار 2012 | السرعة الفردية            |                           |
| برونزية                           | بطولة العالم للدراجات على المضمار 2015 | السرعة الفردية للفرق      |                           |